# Обманка
Обманка (рос. обманка, англ. blende, нім. Blende f) — групова назва мінералів без металічного блиску з невиразним забарвленням. Назва введена середньовічними рудокопами Саксонії. Тепер вона зберігається тільки за деякими мінералами.
Стара українська назва обманки — луда.
Розрізняють:
- О. арсенисту (реальгар, аурипігмент),
- О. арсенову — жовту (аурипігмент),
- О. арсено-срібну (прустит),
- О. бурокам'яну (алабандит, алабандин),
- О. бісмутову (евлітин),
- О. вогненну (піростильпніт),
- О. волокнисту (вюртцит),
- О. гіпаргіронову (міаргірит),
- О. ґранатову (сфалерит у вигляді ромбо-додекаедричних кристалів),
- О. кадмієву (гринокіт),
- О. кобальтову (джайпурит),
- О. манганову (гаусманіт), срібну (прустит), червону (реальгар);
- О. мідну (тенантит цинковистий),
- О. нікелеву (мілерит),
- О. оксамитову (гетит або лепідокрокіт),
- О. оксирогову (рогова обманка базальтична),
- О. парасмоляну (ізотропний продукт зміни уранініту),
- О. печінкову (1. вольтцит, 2. сфалерит),
- О. променисту (1. сфалерит, 2. вюртцит),
- О. пурпурну (кермезит),
- О. пурпутну мідну (борніт),
- О. рогову (див. рогова обманка),
- О. ртутну (кіновар),
- О. ртутну рогову (каломель),
- О. рубінову (1. сфалерит, 2. прустит, 3. піраргірит),
- О. рубінову геміпризматичну (міаргірит),
- О. смоляну (уранініт),
- О. срібну (піраргірит),
- О. срібну телуристу (емпресит),
- О. сурм'яну (стибієву) — кермезит,
- О. цинкову (сфалерит),
- О. чорну (настуран) та ін.